# Pacifier: Live
Pour les articles homonymes, voir Pacifier (homonymie).
Pacifier: Live est le sixième album studio du groupe rock Shihad. Lancé le 23 novembre 2003 alors que le groupe avait adopté le nom Pacifier, cet album s’est classé au 19e rang de la charte du RIANZ et a reçu la certification Or en Nouvelle-Zélande avec plus de 7 500 copies vendues. 
Cet album est une collection de chansons de Shihad ayant été enregistrées lors d’une tournée en Nouvelle-Zélande en 2003.
10 000 copies de cet album ont été lancées sur vinyle par le groupe.

## Pistes

### Disque 1
| No  | Titre              | Durée |
| --- | ------------------ | ----- |
| 1.  | You Again          |       |
| 2.  | Gimme Gimme        |       |
| 3.  | Run                |       |
| 4.  | Semi Normal        |       |
| 5.  | Wait And See       |       |
| 6.  | La La Land         |       |
| 7.  | Bullitproof        |       |
| 8.  | Derail             |       |
| 9.  | Bitter             |       |
| 10. | Everything         |       |
| 11. | The Brightest Star |       |
| 12. | My Mind's Sedate   |       |

### Disque 2
| No  | Titre                | Durée |
| --- | -------------------- | ----- |
| 1.  | Comfort Me           |       |
| 2.  | Interconnector       |       |
| 3.  | Ghost From The Past  |       |
| 4.  | Deb's Night Out      |       |
| 5.  | The General Electric |       |
| 6.  | Pacifier             |       |
| 7.  | Toxic Shock          |       |
| 8.  | Screwtop             |       |
| 9.  | The Call             |       |
| 10. | Thin White Line      |       |
| 11. | A Day Away           |       |
| 12. | Home Again           |       |